# Élections sénatoriales de 2023 en république du Congo
Les élections sénatoriales congolaises de 2023 se déroulent le 20 août 2023 afin de renouveler les membres du Sénat de la république du Congo.
Comme attendu, le Parti congolais du travail accroît sa majorité absolue.

## Contexte

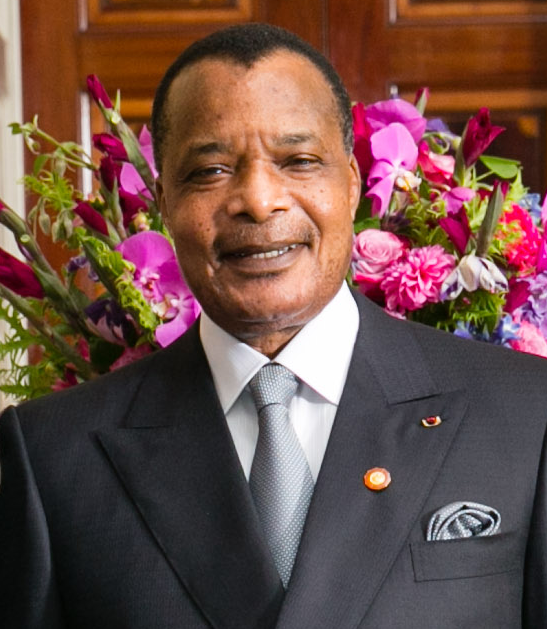
Denis Sassou-Nguesso

Aux précédentes élections sénatoriales en 2017, le Sénat est pour la première fois renouvelé dans son intégralité à la suite d'une révision constitutionnelle validée par référendum deux ans plus tôt, qui a mis fin au renouvellement par moitié. 
Le Parti congolais du travail (PCT) du président Denis Sassou-Nguesso conserve sa large majorité en remportant 44 sièges sur 72, douze autres revenant à des indépendants proches du pouvoirs et le reste à des partis alliés à ce dernier, l'opposition n'en décrochant que deux, obtenus par l'Union panafricaine pour la démocratie sociale (UPADS),. Les sénatoriales ne sont cependant pas organisées dans le département du Pool, alors secoué par des affrontements entre les forces de l’ordre et les miliciens de Frédéric Bitsamou, alias Pasteur Ntumi, qui causent le déplacement de plusieurs milliers de personnes. Un accord de paix est finalement signé en décembre 2017, rétablissant la possibilité d'élections dans le Pool.
Denis Sassou-Nguesso est largement réélu en mars 2021, tandis que le PCT accroit sa prépondérance à l'Assemblée nationale au élections législatives de juillet 2022, organisées en même temps que les élections départementales et municipales. Le PCT remporte également ces scrutins locaux, qui voient élus sous son étiquette un total de 650 conseillers sur les 1 154 à pourvoir. Ces derniers composant le collège électoral réuni pour l'élection des sénateurs, le parti au pouvoir est jugé susceptible de conserver aisément sa majorité au Sénat,. Sûr de sa victoire, le PCT ne présente ainsi que 55 candidats pour 72 sièges à pourvoir, laissant les autres circonscriptions à ses alliés,.
Le PCT s'appuie en effet sur plusieurs formations d'opposition « contrôlée » dont notamment le Club 2002 – Parti pour l'unité et la République (Club 2002-PUR), le Mouvement congolais pour la démocratie et le développement intégral (MCDDI), la Dynamique pour la République et le Développement (DRD), le Rassemblement pour la démocratie et le progrès social (RDPS), le Mouvement Action et Renouveau (MAR), le Parti pour l'unité, la liberté et le progrès (PULP), l'Union des démocrates et des libéraux congolais (UDLC) ainsi que plusieurs indépendants. 
Parmi les partis en opposition affirmée au gouvernement, seuls l'Union panafricaine pour la démocratie sociale (UPADS) et le Parti républicain libéral (PRL) disposent de sénateurs sortants.

## Système électoral
Le Sénat est composé de 72 sénateurs élus pour un mandat de six ans au suffrage indirect uninominal majoritaire à un tour par un collège électoral composé des conseillers municipaux et départementaux, à raison de six sénateurs pour chacun des douze départements. Le collège électoral se compose en 2023 d'un total de 1 154 électeurs.

## Résultats
|        |                                                                             |        |               |  |  |  |  |  |  |  |  |  |  |  |
| Partis | Partis                                                                      | Sièges | +/-           |  |  |  |  |  |  |  |  |  |  |  |
|        | Parti congolais du travail (PCT)                                            | 52     | 8             |  |  |  |  |  |  |  |  |  |  |  |
|        | Rassemblement pour la démocratie et le progrès social (RDPS)                | 3      | 1             |  |  |  |  |  |  |  |  |  |  |  |
|        | Mouvement action et renouveau (MAR)                                         | 2      | en stagnation |  |  |  |  |  |  |  |  |  |  |  |
|        | Club 2002 – Parti pour l'unité et la République (Club 2002-PUR)             | 2      | 1             |  |  |  |  |  |  |  |  |  |  |  |
|        | Union panafricaine pour la démocratie sociale (UPADS)                       | 1      | 1             |  |  |  |  |  |  |  |  |  |  |  |
|        | Parti républicain libéral (PRL)                                             | 1      | en stagnation |  |  |  |  |  |  |  |  |  |  |  |
|        | Union des démocrates et libéraux du Congo (UDLC)                            | 1      | 1             |  |  |  |  |  |  |  |  |  |  |  |
|        | Mouvement congolais pour la démocratie et le développement intégral (MCDDI) | 1      | 1             |  |  |  |  |  |  |  |  |  |  |  |
|        | Rassemblement citoyen (RC)                                                  | 1      | 1             |  |  |  |  |  |  |  |  |  |  |  |
|        | Le Congo en marche (LCEM)                                                   | 1      | 1             |  |  |  |  |  |  |  |  |  |  |  |
|        | Dynamique pour la République et le Développement (DRD)                      | 0      | en stagnation |  |  |  |  |  |  |  |  |  |  |  |
|        | Front patriotique (FP)                                                      | 0      | 1             |  |  |  |  |  |  |  |  |  |  |  |
|        | Parti pour l'unité, la liberté et le progrès (PULP)                         | 0      | 1             |  |  |  |  |  |  |  |  |  |  |  |
|        | Union des démocrates et humanistes-Yuki (UDH-YUKI)                          | 0      | en stagnation |  |  |  |  |  |  |  |  |  |  |  |
|        | Indépendants                                                                | 7      | 5             |  |  |  |  |  |  |  |  |  |  |  |
|        |                                                                             |        |               |  |  |  |  |  |  |  |  |  |  |  |
| Total  | Total                                                                       | 72     | en stagnation |  |  |  |  |  |  |  |  |  |  |  |

## Analyse
Comme attendu, le Parti congolais du travail (PCT) sort grand vainqueur des élections, avec 52 candidats élus sur les 55 présentés par le parti. Le PCT renforce ainsi sa large majorité détenue au sénat. Neuf autres sièges reviennent par ailleurs à des partis membres de la majorité présidentielle : trois pour le Rassemblement pour la démocratie et le progrès social , deux pour le Mouvement action et renouveau, deux pour le Club 2002 – Parti pour l'unité et la République , un pour le Rassemblement citoyen et un pour le Mouvement congolais pour la démocratie et le développement intégral,. 
Les candidats indépendants subissent un net recul et remportent sept sièges, ne laissant ainsi que trois sièges à l'opposition, dont un chacun au Parti républicain libéral, à l'Union des démocrates et libéraux du Congo, et au parti Le Congo en marche. L'Union des Démocrates Humanistes-YUKI échoue quant à elle à décrocher un siège.
L'Union panafricaine pour la démocratie sociale (UPADS) sort grande perdante du scrutin malgré sa deuxième place en termes de grand électeurs. La première formation d'opposition perd ainsi l'un de ses deux sièges, et ne conserve l'autre que de justesse. Malgré l'organisation des élections au scrutin uninominal à un tour, une égalité parfaite de 56  voix entre l’ancienne maire UPADS de Mossendjo, Elisabeth Mapaha, et le candidat indépendant Ignace Mafoumbi entraîne en effet la répétition du scrutin dans le département du Niari le 22 août,. Après le désistement de Mafoumbi, la candidate UPADS conserve finalement son siège par 113 voix sur 126 votants.